# Bad Dolls
Bad Dolls, in onda dal 2021, è un programma di m2o trasmesso il sabato sera. 
Il programma propone dj set di dance mixata al femminile di Vittoria Hyde, Hellen e Oyady.

## Deejay
È caratterizzato da dj femminili:
- Vittoria Hyde (2021 - in corso)
- Hellen (2021 - in corso)
- Oyady (2021 - in corso)